# 教授のおかしな妄想殺人
『教授のおかしな妄想殺人』（きょうじゅのおかしなもうそうさつじん、原題: Irrational Man）は、2015年にアメリカ合衆国で公開されたコメディ映画である。監督・脚本はウディ・アレン、主演はホアキン・フェニックスとエマ・ストーンが務める。

## あらすじ
ある小さな町の大学で哲学を研究するエイブ・ルーカス教授は、自身が実存的危機に陥ったことに気が付く。そんな中、エイブは学生の一人と恋に落ち、人生の新しい目的を見つけていくのだった。

## キャスト
※括弧内は日本語吹替
- エイブ・ルーカス教授 - ホアキン・フェニックス（三上哲）
- ジル・ポラード - エマ・ストーン（志田有彩）
- リタ・リチャーズ教授 - パーカー・ポージー（雨蘭咲木子）
- ロイ - ジェイミー・ブラックリー（英語版）（佐藤拓也）
- ジルの母 - ベッツィ・アイデム（佐藤しのぶ）
- ジルの父 - イーサン・フィリップス（小形満）
- エイプリル - ソフィ・フォン・ハーゼルベルク（英語版）
- エイプリルの友人 - ベン・ローゼンフィールド（英語版）
- キャロル - スーザン・プルファー
- スパングリー判事 - トム・ケンプ

## 製作

### 経緯
2014年5月2日、ウディ・アレンがホアキン・フェニックスを主演に迎えた映画の脚本を執筆していると報じられた。同月6日、エマ・ストーンが『マジック・イン・ムーンライト』に続いてアレン監督の映画に出演するとの報道があった。7月24日、ジェイミー・ブラックリーとパーカー・ポージーが出演し、レッティ・アロンソンとスティーヴン・テネンバウムが製作を担当することが決まった。2015年1月29日、ソニー・ピクチャーズ クラシックスが本作の配給権を獲得し、タイトルを正式に決定した。

### 撮影
2014年7月7日、本作の主要撮影がロードアイランド州ニューポートで始まり、同年8月の下旬まで続いた。

## 公開
本作は2015年5月に開催された第68回カンヌ国際映画祭のコンペティション外で初めて上映された。

## マーケティング
2015年4月29日、本作のファースト・トレイラー（予告編第1弾）が公開された。

## 評価
批評家の本作に対する評価は芳しいものではない。映画批評集積サイトのRotten Tomatoesには176件のレビューがあり、批評家支持率は44%、平均点は10点満点で5.4点となっている。サイト側による批評家の意見の要約は「『教授のおかしな妄想殺人』はホアキン・フェニックスの熱狂的なファンやウディ・アレン映画のマニアには好評を博すだろう。しかし、そうではない人々には受けない映画だろう」というものである。。また、Metacriticには43件のレビューがあり、加重平均値は53/100となっている。